# Râul Valea lui Voicu
Râul Valea lui Voicu este un curs de apă, afluent al râului Jilț. 